# Дженін Томпсон
Дженін Томпсон (англ. Janine Thompson; нар. 12 вересня 1967) — колишня австралійська тенісистка.
Найвищу одиночну позицію світового рейтингу — 53 місце досягла 12 травня 1986, парну — 18 місце — 30 квітня 1990 року.
Здобула 1 одиночний та 4 парні титули.
Найвищим досягненням на турнірах Великого шолома були чвертьфінали в парному розряді.

## Фінали Туру WTA

### Одиночний розряд (1 перемога)
| Результат | W–L | Дата     | Турнір       | Покриття  | Суперниця   | Рахунок  |
| --------- | --- | -------- | ------------ | --------- | ----------- | -------- |
| Перемога  | 1–0 | Бер 1986 | Hershey, США | Килим (i) | Катрін Сюїр | 6–1, 6–4 |

### Парний розряд (4 перемоги)
| Результат | Ранг | Дата | Турнір                             | Покриття   | Партнерка       | Суперниці                          | Рахунок            |
| --------- | ---- | ---- | ---------------------------------- | ---------- | --------------- | ---------------------------------- | ------------------ |
| Перемога  | 1–?  | 1988 | Нашвілл, США                       | Тверде (i) | Елізабет Смайлі | Еліз Берджін Розалін Феербенк      | 7–5, 6–7(1–7), 6–4 |
| Перемога  | 2–?  | 1989 | Веллінґтон, Нова Зеландія          | Тверде     | Елізабет Смайлі | Трейсі Мортон-Роджерс Гайді Шпрунґ | 7–6(7–3), 6–1      |
| Перемога  | 3–?  | 1989 | Мастерс Рим, Італія                | Ґрунт      | Елізабет Смайлі | Манон Боллеграф Мерседес Пас       | 6–4, 6–3           |
| Перемога  | 4–?  | 1989 | Західний Берлін, Західна Німеччина | Ґрунт      | Елізабет Смайлі | Ліз Грегорі Гретхен Раш            | 5–7, 6–3, 6–2      |